# Leonardo Araújo
Leonardo Araújo de Souza (Fortaleza, 17 de dezembro de 1977) é um político brasileiro. Em 2018, foi eleito deputado estadual do Ceará pelo Movimento Democrático Trabalhista (MDB) com 64 781 votos. Concorreu a reeleição em 2022, porém não obteve sucesso.